# Adam Jaulhac

a Compétitions nationales et continentales officielles uniquement.

b Matchs officiels uniquement.
Dernière mise à jour le 1 mai 2025.
Adam Jaulhac, né le 31 janvier 1988 à Brive-la-Gaillarde (Corrèze), est un joueur français de rugby à XV qui a joué au poste de deuxième ligne pour l'Union Bordeaux Bègles et l'Aviron bayonnais.

## Palmarès
- Aviron bayonnais
  - Vainqueur du Championnat de France de 2e division en 2019